# Leontiprionus
Leontiprionus is een kevergeslacht uit de familie van de boktorren (Cerambycidae). De wetenschappelijke naam van het geslacht werd voor het eerst geldig gepubliceerd in 1973 door Quentin & Villiers.

## Soorten
Leontiprionus is monotypisch en omvat slechts de volgende soort:
- Leontiprionus rudis (Fairmaire, 1868)